# Tour du lac Qinghai 2025
La 24e édition du Tour du lac Qinghai connu sous l'appellation anglaise Tour of Magnificent Qinghai a lieu du 6 au 13 juillet 2025 en Chine,. La course fait partie du calendrier UCI ProSeries 2025, le deuxième niveau du cyclisme international, en catégorie 2.Pro. 

## Présentation

### Parcours
La course se déroule autour du lac Qinghai situé au centre et au nord de la Chine et compte huit étapes .

### Équipes
| Unknown team category |
|                       |

## Étapes[3],[4]
| Étape     | Date      | Villes étapes | type              | Distance (km) | Vainqueur d'étape     | Leader du classement général |
| --------- | --------- | ------------- | ----------------- | ------------- | --------------------- | ---------------------------- |
| 1re étape | 6 juill.  |               | étape de plaine   |               | Manuel Peñalver       |                              |
| 2e étape  | 7 juill.  |               | étape de montagne |               | Thomas Silva          |                              |
| 3e étape  | 8 juill.  |               | étape de montagne |               | Alexander Salby       |                              |
| 4e étape  | 9 juill.  |               | étape vallonnée   |               | Martin Laas           |                              |
| 5e étape  | 10 juill. |               | étape de montagne |               | Carlos Alfonso García |                              |
| 6e étape  | 11 juill. |               | étape vallonnée   |               | Henok Mulubrhan       |                              |
| 7e étape  | 12 juill. |               | étape vallonnée   |               | Petr Rikunov          |                              |
| 8e étape  | 13 juill. |               | étape vallonnée   |               | Alexander Salby       |                              |

## Déroulement de la course

### 1reétape
| \| Classement de l'étape \| Classement de l'étape \| Classement de l'étape \| Classement de l'étape \| Classement de l'étape \| \| Coureur \| Coureur \| Pays \| Équipe \| Temps \| \| --------------------- \| --------------------- \| --------------------- \| --------------------- \| --------------------- \| \| 1er \| Manuel Peñalver \| Espagne \| Team Polti VisitMalta \| \| \| 2e \| Eduard-Michael Grosu \| Roumanie \| \| \| \| 3e \| Alexander Salby \| Danemark \| Li Ning Star \| \| |                      |          |                       |       |
| |                      |          |                       |       |
| |                      |          |                       |       |
| Classement de l'étape |                      |          |                       |       |
| Coureur | Coureur              | Pays     | Équipe                | Temps |
| 1er | Manuel Peñalver      | Espagne  | Team Polti VisitMalta |       |
| 2e | Eduard-Michael Grosu | Roumanie |                       |       |
| 3e | Alexander Salby      | Danemark | Li Ning Star          |       |

| \| Classement général \| Classement général \| Classement général \| Classement général \| Classement général \| \| Coureur \| Coureur \| Pays \| Équipe \| Temps \| \| ------------------ \| ------------------ \| ------------------ \| ------------------ \| ------------------ \| |         |      |        |       |
| |         |      |        |       |
| |         |      |        |       |
| Classement général |         |      |        |       |
| Coureur | Coureur | Pays | Équipe | Temps |

### 2eétape
| \| Classement de l'étape \| Classement de l'étape \| Classement de l'étape \| Classement de l'étape \| Classement de l'étape \| \| Coureur \| Coureur \| Pays \| Équipe \| Temps \| \| --------------------- \| --------------------- \| --------------------- \| ---------------------- \| --------------------- \| \| 1er \| Thomas Silva \| Uruguay \| Caja Rural-Seguros RGA \| \| |              |         |                        |       |
| |              |         |                        |       |
| |              |         |                        |       |
| Classement de l'étape |              |         |                        |       |
| Coureur | Coureur      | Pays    | Équipe                 | Temps |
| 1er | Thomas Silva | Uruguay | Caja Rural-Seguros RGA |       |

| \| Classement général \| Classement général \| Classement général \| Classement général \| Classement général \| \| Coureur \| Coureur \| Pays \| Équipe \| Temps \| \| ------------------ \| ------------------ \| ------------------ \| ------------------ \| ------------------ \| |         |      |        |       |
| |         |      |        |       |
| |         |      |        |       |
| Classement général |         |      |        |       |
| Coureur | Coureur | Pays | Équipe | Temps |

### 3eétape
| \| Classement de l'étape \| Classement de l'étape \| Classement de l'étape \| Classement de l'étape \| Classement de l'étape \| \| Coureur \| Coureur \| Pays \| Équipe \| Temps \| \| --------------------- \| --------------------- \| --------------------- \| --------------------- \| --------------------- \| \| 1er \| Alexander Salby \| Danemark \| Li Ning Star \| \| \| 2e \| Manuel Peñalver \| Espagne \| Team Polti VisitMalta \| \| \| 3e \| Cameron Scott \| Australie \| Bahrain Victorious \| \| |                 |           |                       |       |
| |                 |           |                       |       |
| |                 |           |                       |       |
| Classement de l'étape |                 |           |                       |       |
| Coureur | Coureur         | Pays      | Équipe                | Temps |
| 1er | Alexander Salby | Danemark  | Li Ning Star          |       |
| 2e | Manuel Peñalver | Espagne   | Team Polti VisitMalta |       |
| 3e | Cameron Scott   | Australie | Bahrain Victorious    |       |

| \| Classement général \| Classement général \| Classement général \| Classement général \| Classement général \| \| Coureur \| Coureur \| Pays \| Équipe \| Temps \| \| ------------------ \| ------------------ \| ------------------ \| ------------------ \| ------------------ \| |         |      |        |       |
| |         |      |        |       |
| |         |      |        |       |
| Classement général |         |      |        |       |
| Coureur | Coureur | Pays | Équipe | Temps |

### 4eétape
| \| Classement de l'étape \| Classement de l'étape \| Classement de l'étape \| Classement de l'étape \| Classement de l'étape \| \| Coureur \| Coureur \| Pays \| Équipe \| Temps \| \| --------------------- \| --------------------- \| --------------------- \| --------------------- \| --------------------- \| \| 1er \| Martin Laas \| Estonie \| Quick Pro Team \| \| \| 2e \| Alexander Salby \| Danemark \| Li Ning Star \| \| |                 |          |                |       |
| |                 |          |                |       |
| |                 |          |                |       |
| Classement de l'étape |                 |          |                |       |
| Coureur | Coureur         | Pays     | Équipe         | Temps |
| 1er | Martin Laas     | Estonie  | Quick Pro Team |       |
| 2e | Alexander Salby | Danemark | Li Ning Star   |       |

| \| Classement général \| Classement général \| Classement général \| Classement général \| Classement général \| \| Coureur \| Coureur \| Pays \| Équipe \| Temps \| \| ------------------ \| ------------------ \| ------------------ \| ------------------ \| ------------------ \| |         |      |        |       |
| |         |      |        |       |
| |         |      |        |       |
| Classement général |         |      |        |       |
| Coureur | Coureur | Pays | Équipe | Temps |

### 5eétape
| \| Classement de l'étape \| Classement de l'étape \| Classement de l'étape \| Classement de l'étape \| Classement de l'étape \| \| Coureur \| Coureur \| Pays \| Équipe \| Temps \| \| --------------------- \| --------------------- \| --------------------- \| --------------------- \| --------------------- \| |         |      |        |       |
| |         |      |        |       |
| |         |      |        |       |
| Classement de l'étape |         |      |        |       |
| Coureur | Coureur | Pays | Équipe | Temps |

| \| Classement général \| Classement général \| Classement général \| Classement général \| Classement général \| \| Coureur \| Coureur \| Pays \| Équipe \| Temps \| \| ------------------ \| ------------------ \| ------------------ \| ------------------ \| ------------------ \| |         |      |        |       |
| |         |      |        |       |
| |         |      |        |       |
| Classement général |         |      |        |       |
| Coureur | Coureur | Pays | Équipe | Temps |

### 6eétape
| \| Classement de l'étape \| Classement de l'étape \| Classement de l'étape \| Classement de l'étape \| Classement de l'étape \| \| Coureur \| Coureur \| Pays \| Équipe \| Temps \| \| --------------------- \| --------------------- \| --------------------- \| --------------------- \| --------------------- \| |         |      |        |       |
| |         |      |        |       |
| |         |      |        |       |
| Classement de l'étape |         |      |        |       |
| Coureur | Coureur | Pays | Équipe | Temps |

| \| Classement général \| Classement général \| Classement général \| Classement général \| Classement général \| \| Coureur \| Coureur \| Pays \| Équipe \| Temps \| \| ------------------ \| ------------------ \| ------------------ \| ------------------ \| ------------------ \| |         |      |        |       |
| |         |      |        |       |
| |         |      |        |       |
| Classement général |         |      |        |       |
| Coureur | Coureur | Pays | Équipe | Temps |

### 7eétape
| \| Classement de l'étape \| Classement de l'étape \| Classement de l'étape \| Classement de l'étape \| Classement de l'étape \| \| Coureur \| Coureur \| Pays \| Équipe \| Temps \| \| --------------------- \| --------------------- \| --------------------- \| --------------------- \| --------------------- \| |         |      |        |       |
| |         |      |        |       |
| |         |      |        |       |
| Classement de l'étape |         |      |        |       |
| Coureur | Coureur | Pays | Équipe | Temps |

| \| Classement général \| Classement général \| Classement général \| Classement général \| Classement général \| \| Coureur \| Coureur \| Pays \| Équipe \| Temps \| \| ------------------ \| ------------------ \| ------------------ \| ------------------ \| ------------------ \| |         |      |        |       |
| |         |      |        |       |
| |         |      |        |       |
| Classement général |         |      |        |       |
| Coureur | Coureur | Pays | Équipe | Temps |

### 8eétape
| \| Classement de l'étape \| Classement de l'étape \| Classement de l'étape \| Classement de l'étape \| Classement de l'étape \| \| Coureur \| Coureur \| Pays \| Équipe \| Temps \| \| --------------------- \| --------------------- \| --------------------- \| --------------------- \| --------------------- \| \| 1er \| Alexander Salby \| Danemark \| Li Ning Star \| \| |                 |          |              |       |
| |                 |          |              |       |
| |                 |          |              |       |
| Classement de l'étape |                 |          |              |       |
| Coureur | Coureur         | Pays     | Équipe       | Temps |
| 1er | Alexander Salby | Danemark | Li Ning Star |       |

## Classement général final
| \| Classement général \| Classement général \| Classement général \| Classement général \| Classement général \| \| Coureur \| Coureur \| Pays \| Équipe \| Temps \| \| ------------------ \| ------------------ \| ------------------ \| ------------------ \| ------------------ \| |         |      |        |       |
| |         |      |        |       |
| |         |      |        |       |
| Classement général |         |      |        |       |
| Coureur | Coureur | Pays | Équipe | Temps |

### Classements annexes

#### Classement par points
| Classement par points | Classement par points | Classement par points | Classement par points | Classement par points |
| Coureur               | Coureur               | Pays                  | Équipe                | Points                |
| --------------------- | --------------------- | --------------------- | --------------------- | --------------------- |

#### Classement de la montagne
| Classement de la montagne | Classement de la montagne | Classement de la montagne | Classement de la montagne | Classement de la montagne |
| Coureur                   | Coureur                   | Pays                      | Équipe                    | Points                    |
| ------------------------- | ------------------------- | ------------------------- | ------------------------- | ------------------------- |